# Euphorbia giessii
Euphorbia giessii es una especie fanerógama perteneciente a la familia Euphorbiaceae. Es originaria de Namibia.

## Taxonomía
Euphorbia giessii fue descrita por Leslie Charles Leach y publicado en Dinteria: contributions to the flora of South West Africa 16: 27. 1982.
Etimología
Euphorbia: nombre genérico que deriva del médico griego del rey Juba II de Mauritania (52 a 50 a. C. - 23), Euphorbus, en su honor – o en alusión a su gran vientre –  ya que usaba médicamente Euphorbia resinifera. En 1753 Carlos Linneo asignó el nombre a todo el género.
giessii: epíteto otorgado en honor del botánico alemán; Johan Wilhelm Heinrich Giess (1910 - 2000), quien recolectó numerosas plantras en Namibia donde residía, describiendo nuevas especies para la ciencia. Fue el primer editor de la revista Dinteria.
Sinonimia
- Tirucalia giessii (L.C.Leach) P.V.Heath[4][5]